# Brzeście, Zachodniopomorskie
Brzeście [ˈbʐɛɕt͡ɕɛ] là một ngôi làng thuộc khu hành chính của Gmina Sławno, thuộc hạt Sławno, Zachodniopomorskie, ở phía tây bắc Ba Lan. Nó nằm khoảng 11 kilômét (7 mi)  phía đông nam Sławno và 174 km (108 mi) về phía đông bắc của thủ đô khu vực Szczecin.
Trước năm 1945, khu vực này là một phần của Đức. Đối với lịch sử của khu vực, xem Lịch sử của Pomerania.
Ngôi làng có dân số là 208 người.